# Jammeh
Jammeh ist ein gambischer Familienname.

## Namensträger

### A
- Abdou Jammeh (* 1986), gambischer Fußballspieler
- Adama Jammeh (Leichtathlet) (* 1993), gambischer Leichtathlet
- Adama Jammeh (Fußballspieler) (* 2000), gambischer Fußballspieler
- Alasan Jammeh, gambischer Diplomat
- Alieu K. Jammeh (1972–2023), gambischer Politiker und Diplomat
- Ansumana Jammeh († 2020), gambischer Diplomat und Unternehmer

### B
- Bakary Jammeh, gambischer Ökonom
- Benedict Jammeh (1957–2018), gambischer Lehrer, Polizist, Richter und Nachrichtendienstmitarbeiter
- Binta Jammeh-Sidibe (* 1950er), gambische Frauenrechtsaktivistin

### E
- Ebrima Jammeh (* 1972), gambischer Politiker
- Ebrima A. T. Jammeh († 2023), gambischer Seyfo

### F
- Famara R. I. Jammeh, gambischer Politiker
- Fatou Jammeh-Touray, gambische Politikerin

### H
- Henry M. Jammeh, gambischer Politiker

### I
- Ismaila B. Jammeh, gambischer Politiker

### J
- Jatta Selung Jammeh († 1928), gambischer Seyfo
- Jerreba J. Jammeh, gambischer Politiker

### K
- Kebba T. Jammeh (1935–2000), gambischer Seyfo und Politiker

### L
- Lamin Kebba Jammeh (* 1963), gambischer Politiker
- Lamin Queen Jammeh (* 1963), gambischer Politiker

### M
- Musa Jammeh (Offizier, 1958) (1958–2007), gambischer Offizier
- Musa M. Jammeh, gambischer Offizier, Fußballspieler, -trainer und -funktionär

### O
- Omar Jammeh (Politiker) (* 1983), gambischer Politiker
- Omar Jammeh (Leichtathlet) (* 1995), gambischer Leichtathlet
- Ousman Jammeh (* 1953), gambischer Politiker

### S
- Sankung Jammeh, gambischer Politiker

### T
- Tamba Jammeh (1890–1987), gambischer Seyfo und Politiker

### Y
- Yahya Jammeh (* 1965), gambischer Politiker, Staatspräsident 1996 bis 2017

### Z
- Zineb Jammeh (* 1977), gambische First Lady, Ehefrau von Yahya Jammeh